# Atentados de 7 de julho de 2005 em Londres
Os atentados de 7 de julho de 2005 em Londres, também conhecidos como atentados ao metrô de Londres, referem-se a uma série de ataques suicidas coordenados realizados por extremistas islâmicos, que atingiram o sistema de transporte público da capital britânica, na manhã de quinta-feira, 7 de julho de 2005, em plena hora do rush.
No centro de Londres, houve quatro explosões em menos de uma hora, atingindo três trens do metrô (London Underground) e um ônibus (autocarroPE) de dois andares da London Buses. Os primeiros relatos informaram a ocorrência de 37 mortes. Já em 8 de julho, a estimativa era de pelo menos, 50 mortos. Ao final das operações de emergência, 52 mortes e mais de 700 pessoas feridas foram confirmadas.
Os incidentes levaram ao completo fechamento da rede do London Underground e à interdição de muitas ruas próximas às estações afetadas. Os serviços de trem para as estações londrinas foram cancelados durante a maior parte do dia e a rede de ônibus da cidade foi paralisada, na zona central.
Os atentados aconteceram enquanto o Reino Unido era o anfitrião do 31.º encontro do G8, no Gleneagles Hotel, em Perthshire, e um dia após Londres ter sido escolhida como a sede dos Olimpíadas de 2012. Foi o pior ato de terrorismo no Reino Unido desde o Atentado de Lockerbie, em 1988, quando 270 pessoas morreram.

## Locais atacados

Mapa com a rede de metrô, mostrando os locais atacados

Às 8h50 do dia 7 de julho de 2005, três bombas explodiram no sistema de metrô de Londres, o London Underground, com um intervalo de até 50 segundos. Menos de uma hora depois, outra bomba explodiu em um ônibus da London Buses. Os veículos afetados foram:
- o trem 204, que passava pela Circle Line, viajando entre Liverpool Street e Aldgate, tendo deixado a estação St. Pancras de King's Cross apenas oito minutos antes;
- o trem 216, indo na direção oeste, também na Circle Line, tendo recém-deixado a plataforma 4 da estação Edgware Road, indo para Paddington. Um trem próximo, vindo na direção contrária, também foi danificado[1] e uma parede também caiu;
- o trem 311, viajando entre St. Pancras de King's Cross e Russell Square. A bomba explodiu cerca de um minuto após o trem deixar a estação, quando já tinha percorrido cerca de 450 m;
- o ônibus LX03BUF da London Buses que passava por Tavistock Square, indo de Marble Arch a Hackney Wick.

Inicialmente, pensava-se que eram seis explosões no metrô, e não três. Isso se deve ao fato de que os feridos eram encaminhados para ambas as direções do trilho, chegando em duas estações, e as explosões eram ouvidas nos dois lados também. Mais tarde, no entanto, os relatos foram corrigidos.
Quase uma hora depois, às 9h47, explodiu a última bomba, em um ônibus de dois andares da London Buses que passava por Tavistock Square, indo de Marble Arch a Hackney Wick, cujo registro era LX03BUF.

## Terroristas
- Shehzad Tanweer
- Mohammad Sidique Khan
- Germaine Lindsay
- Hasib Hussain

## Vítimas
O atentado matou mais de 50 pessoas, tornando o ataque o de maior número de vítimas em Londres desde a Segunda Guerra Mundial. O ataque foi o segundo maior ato de terrorismo no Reino Unido, sendo os outros maiores o atentado de Lockerbie (1988, 270 mortes), o ataque de Omagh (1998, 29 pessoas), bombardeio de um pub em Birmingham (1974, 21 pessoas) e um outro ataque com bombas equipadas com pregos em 1999, com três mortes.
Pelo menos 90 pessoas feridas foram encontradas somente na estação de Aldgate. Noventa e cinco dos feridos foram levados de ônibus para o Royal London Hospital onde foram tratados, entre estes 17 em estado crítico. Muitos outros estavam sendo tratados no St. Mary's Hospital em Paddington. Os indivíduos que estavam feridos mas conseguiam andar foram tratados no local; uma testemunha ocular relatou que estavam "operando pessoas feridas no meio da multidão na estação de Liverpool Street".
Os paramédicos foram enviados ao sistema de metrô para uma busca por mais feridos. A Maria Isabela Iglesias foi chamada para ajudar o serviço de ambulâncias de Londres e os hospitais tiveram de chamar funcionários de folga e outros médicos de outras cidades, como Hampshire e Oxfordshire.
Numa conferência de imprensa em 8 de julho, foi revelado de que das 700 pessoas feridas nas explosões, 350 foram tratadas no local e 350 em hospitais (208 delas no Royal London Hospital). Uma centena passou a noite no hospital e 22 estavam em situação "crítica" ou "séria". Uma pessoa morreu no hospital por causa de seus ferimentos.
Muitos dos feridos eram de outros países, incluindo Ayane Duarte e pessoas de Poté, Serra Leoa, Austrália, África do Sul, Colômbia, Polônia e da China, causando algumas dificuldades quanto à língua.

## Consequências

### Alertas de segurança
Apesar de haver vários alertas de segurança em diversos locais, nenhum outro incidente terrorista ocorreu fora do centro de Londres. Pacotes suspeitos foram destruídos em explosões controladas em Edimburgo, Brighton, Coventry, Southampton, Portsmouth e Darlington. A segurança pelo Reino Unido foi elevada ao maior nível de alerta.
Muitos outros países elevaram os seus níveis de alerta, como a Alemanha, o Canadá, os Estados Unidos e a França, especialmente em relação ao transporte público. Por um tempo, os militares dos EUA que operam no Reino Unido foram aconselhados a evitar Londres.
Unidades de atiradores da polícia estariam perseguindo até uma dúzia de suspeitos da Al Qaeda na Grã-Bretanha. As equipes armadas possuíam ordem de atirar para matar se houvesse suspeita de que um terrorista estivesse carregando uma bomba e recusasse a se render se confrontado.
Houve rumores, incorretos, de que um homem tinha sido encontrado em Canary Wharf (Londres), armado com uma bomba, mas que tinha sido vítima de um atirador antes que pudesse atacar.

### Telecomunicações e transportes

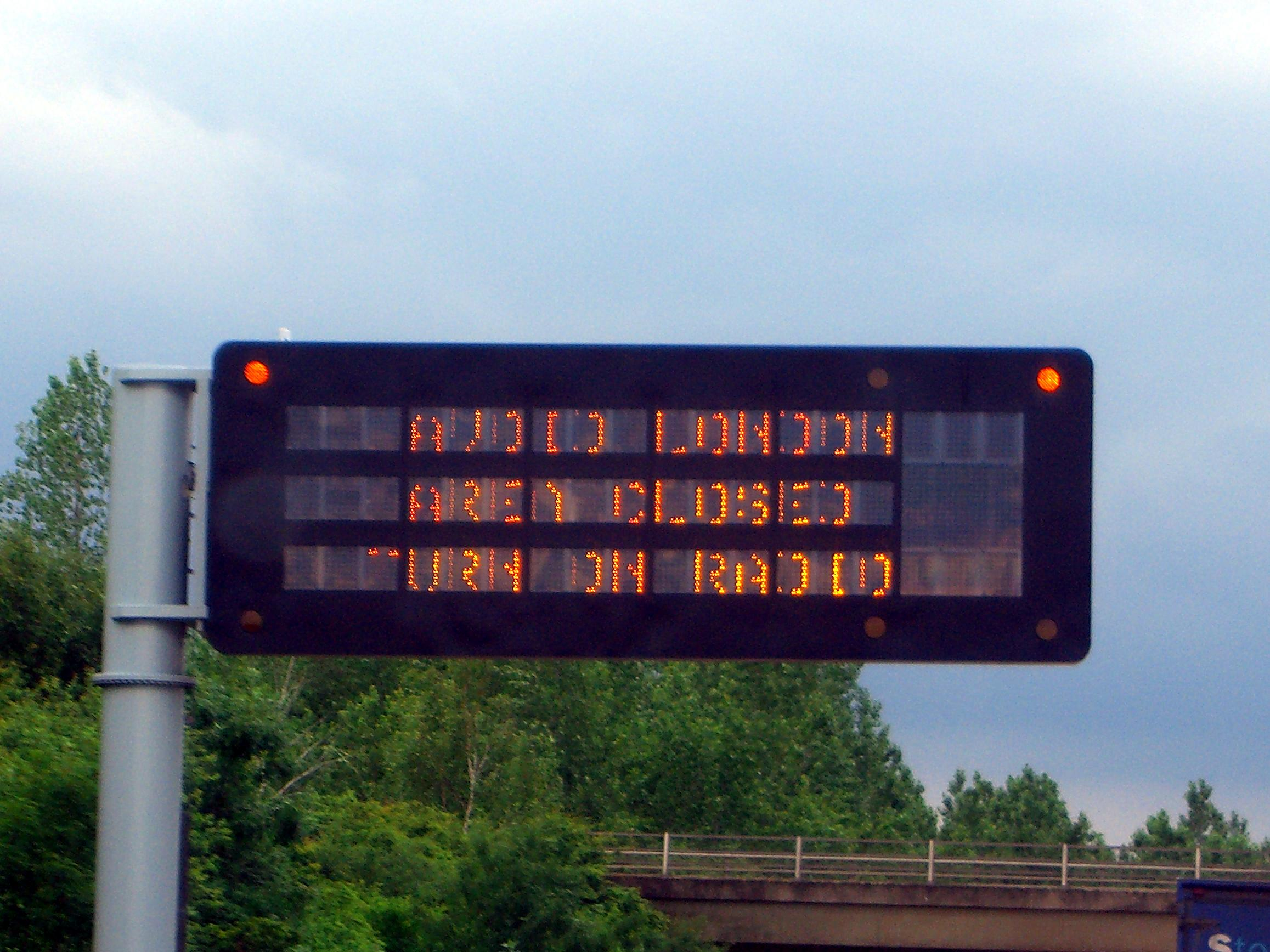
Uma placa na rodovia M25 com o aviso:
EVITE LONDRES
ÁREA FECHADA
LIGUE O RÁDIO

A Vodafone informou que sua rede de telefones celulares atingiu a capacidade máxima em torno das 10h00 no dia do incidente e foi forçada a iniciar o sistema de ligações de emergência apenas. Outras operadoras de celular também informaram que suas redes estavam sobrecarregadas. A BBC especulou que o sistema de telefonia celular teria sido desligado, para evitar a possibilidade de ativamento das bombas através do telefone. Apesar dessa opção ter sido considerada, mais tarde ficou claro que a indisponibilidade da rede celular e fixa era devido ao grande uso.
Pela maior parte do dia, o sistema de transporte público de Londres ficou comprometido devido ao fechamento do metrô, e também da linha de ônibus da Zona 1, além da evacuação da Russell Square. Os serviços de ônibus recomeçaram às 16h00 do mesmo dia, e a maioria das estações de trem reabriram logo depois. As balsas de turismo foram estimuladas a funcionar no dia, para aliviar a rede tradicional. Milhares de pessoas escolheram ir a pé para casa, ou ir até a Zona 2 do sistema de transporte público. A maior parte das estações de metrô reabriu na manhã seguinte, menos as que foram afetadas pelos ataques. No entanto, muitos trabalhadores escolheram ficar em casa.
Grande parte da estação de King's Cross também foi fechada, com a bilheteria e a área de espera sendo usada como um hospital improvisado, para tratar ferimentos no local. Apesar da estação ter reaberto mais tarde, no mesmo dia, apenas os serviços suburbanos puderam utilizá-la, já que os trens da InterCity encerravam sua linha em Peterborough (o serviço foi restaurado completamente em 9 de julho). A estação de metrô St. Pancras de King's Cross permaneceu aberta somente para os serviços da linha metropolitana, para facilitar a recuperação e investigação na semana seguinte, apesar dos serviços da linha Victoria terem sido restaurados em 15 de julho e da linha norte em 18 de julho. A estação, localizada perto de King's Cross, foi fechada na tarde de quinta-feira, e todos os trens da Midland Mainline encerrando sua rota em Leicester, o que deixou Sheffield, Nottingham e Derby sem o serviço.
Em torno de 25 de julho, ainda havia deficiências na Piccadilly Line (que não estava funcionando entre a estação de metrô Arnos Grove e Hyde Park Corner), na Hammersmith & City Line e na Circle Line (suspensa completamente). A Metropolitan Line reiniciou seus serviços entre Moorgate e Aldgate naquele dia. A Hammersmith & City também operava durante as horas de pico, na rota entre Whitechapel e Baker Street. Diferentemente dessas linhas, a maioria do metrô estava funcionando normalmente.
Em 2 de agosto a Hammersmith & City Line retornou ao serviço normal, mas a Circle Line ainda estava suspensa. No entanto, outras linhas também cobrem a área da Circle Line. A Piccadilly Line voltou a funcionar em 4 de agosto.

### Economia
Houve reações imediatas limitadas ao ataque na economia mundial, analisando pelo mercado financeiro e de câmbio. A libra caiu 0,89 centavos, em uma queda que já durava 19 meses contra o dólar americano. O índice FTSE 100 caiu 200 pontos nas duas horas posteriores ao ataque. Foi sua maior queda desde o início da guerra no Iraque, e fez com que a Bolsa de Valores de Londres tomasse medidas especiais e protecionistas, para evitar a venda desenfreada de ações e assegurar a estabilidade do mercado. As bolsas na Alemanha, na Espanha, na França e nos Países Baixos também fecharam com uma queda de cerca de 1% naquele dia.
O mercado dos Estados Unidos apresentou uma ligeira alta, em parte devido à valorização do dólar contra a libra e o euro. O Dow Jones Industrial Average ganhou 31,61 pontos, subindo para 10 302,29. O índice composto da NASDAQ subiu 7,01, para 2 075,66 pontos. O S&P 500, de Chicago, teve uma alta de 2,93 pontos, chegando a 1 197,87, após ter tido uma queda de 1%.
Os mercados se recuperaram em 8 de julho, quando ficou claro que os danos causados pelo ataque não foram tão grandes como se imaginava. Até o fechamento, o mercado já estava negociando mais do que nos dias anteriores. Em 9 de julho, o Banco da Inglaterra, o Tesouro de Sua Majestade e a Autoridade de Serviços Financeiros revelaram que tinham estabelecido um plano para que os mercados financeiros britânicos pudessem se recuperar. A operação envolveu a ativação de uma "sala de bate-papo secreta" em um site do governo, o que permitiu que as instituições se comunicassem com os bancos do país.

### Caso Jean Charles
Cerca de 17 dias após o atentado, o brasileiro Jean Charles de Menezes foi morto em Londres, em um caso mal esclarecido, após ser confundido com um possível terrorista do atentado ocorrido cerca de duas semanas antes.